# Blepharocarya involucrigera
Blepharocarya involucrigera är en sumakväxtart som beskrevs av Ferdinand von Mueller. Blepharocarya involucrigera ingår i släktet Blepharocarya och familjen sumakväxter. Inga underarter finns listade i Catalogue of Life.